# Список олімпійських призерів України
| Ігри                     | Золото | Срібло | Бронза | Загалом |
| 1994 Ліллегаммер         | 1      | 0      | 1      | 2       |
| 1996 Атланта             | 9      | 2      | 12     | 23      |
| 1998 Нагано              | 0      | 1      | 0      | 1       |
| 2000 Сідней              | 3      | 10     | 10     | 23      |
| 2002 Солт-Лейк-Сіті      | 0      | 0      | 0      | 0       |
| 2004 Афіни               | 8      | 5      | 9      | 22      |
| 2006 Турин               | 0      | 0      | 2      | 2       |
| 2008 Пекін               | 7      | 4      | 11     | 22      |
| 2010 Ванкувер            | 0      | 0      | 0      | 0       |
| 2012 Лондон              | 5      | 4      | 10     | 19      |
| 2014 Сочі                | 1      | 0      | 1      | 2       |
| 2016 Ріо-де-Жанейро      | 2      | 5      | 4      | 11      |
| 2018 Пхьончхан           | 1      | 0      | 0      | 1       |
| 2020 Токіо               | 1      | 6      | 12     | 19      |
| 2022 Пекін               | 0      | 1      | 0      | 1       |
| 2024 Париж               | 3      | 5      | 4      | 12      |
| Загалом на зимових Іграх | 3      | 2      | 4      | 9       |
| Загалом на літніх Іграх  | 38     | 41     | 72     | 151     |
| Усього                   | 41     | 43     | 76     | 160     |

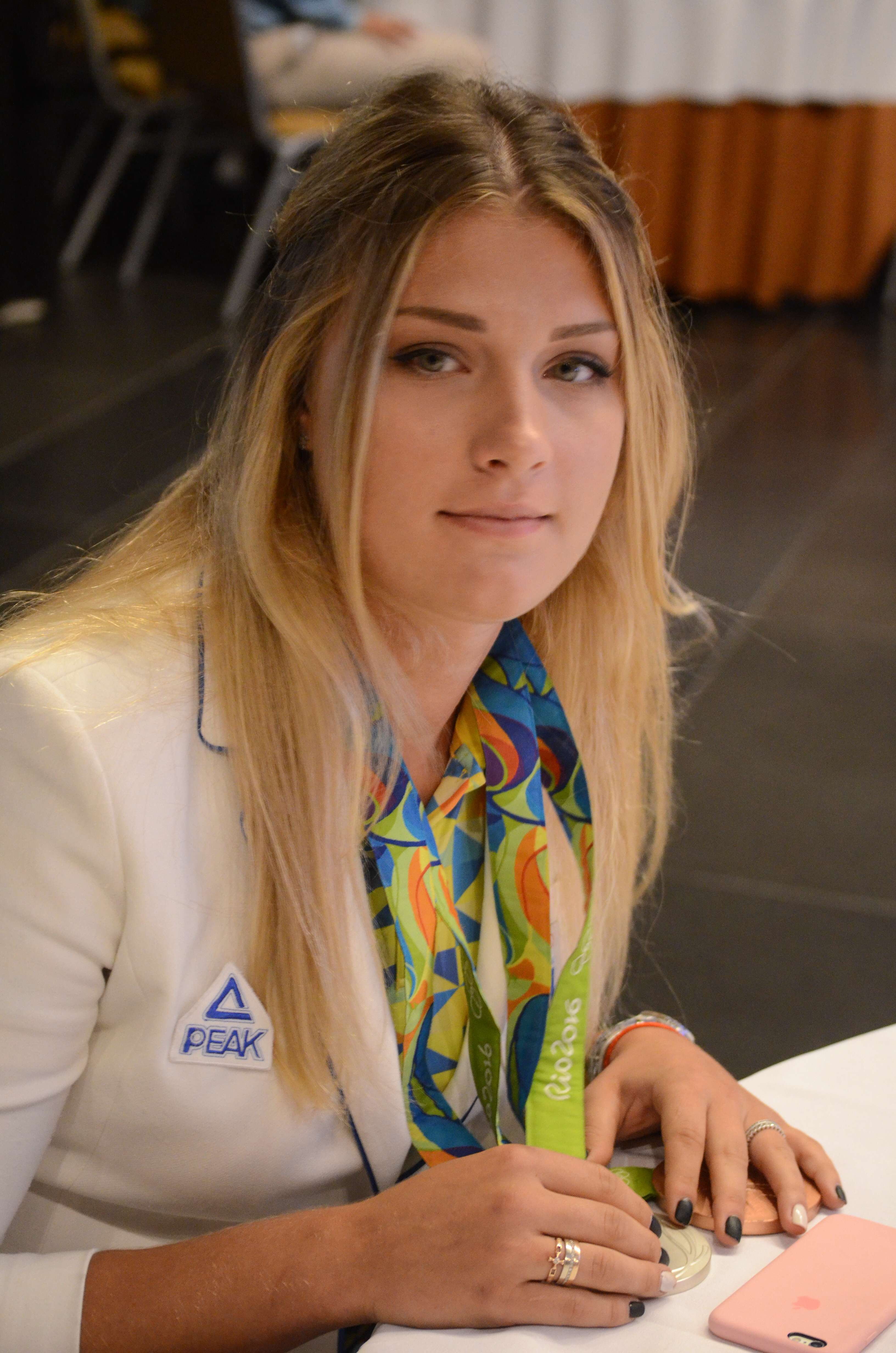
Ольга Харлан — володарка найбільшої кількості олімпійських медалей серед представників України

Це повний список призерів Олімпійських ігор, що представляли Україну, тобто починаючи з зимових Олімпійських ігор 1994 (в 1992 році українські спортсмени брали участь у змаганнях у складі Об'єднаної команди).

## Статистика
Олімпійська збірна команда України взяла участь у 8 зимових і 8 літніх Олімпійських іграх.
- Призерами ставали 192 спортсмени — 88 чоловіків та 104 жінки — у 27 видах спорту[п 1].
- Одна спортсменка завоювала 6 медалей, одна — 5, дві — по 4, п'ять спортсменів та спортсменок — по 3 медалі, двадцять шість спортсменів та спортсменок — по 2 медалі, решта — по 1.
- Усього було завойовано 160 медалей — 41 золоту, 43 срібних і 76 бронзових медалей (медалі, здобуті в командах, парах, дуетах тощо, рахуються як одна), в тому числі на зимових Олімпійських іграх — 9 медалей: 3 золотих, 2 срібних і 4 бронзових.
- Усього було вручено 243 людино-медалі (фактично вручені медалі, якщо рахувати кожного члена команди/пари/дуету/екіпажу, який отримав медаль) — 54 золотих, 64 срібних, 125 бронзову, з них на зимових Іграх — 13 людино-медалей: 6 золотих, 2 срібних і 5 бронзових.

## Загальний список
Нижче подано перелік усіх призерів Олімпіад, які здобували медалі, представляючи Україну. У таблиці спортсмени відсортовані за кількістю медалей, далі за ґатунком медалей, далі за алфавітом.
| Спортсмен                                 | Вид спорту                      | Усього медалей | Золоті медалі та роки | Срібні медалі та роки | Бронзові медалі та роки |
| ----------------------------------------- | ------------------------------- | -------------- | --------------------- | --------------------- | ----------------------- |
| Харлан Ольга Геннадіївна                  | Фехтування                      | 6              | 2 (2008, К, 2024, К)  | 1 (2016, К)           | 3 (2012, 2016, 2024)    |
| Клочкова Яна Олександрівна                | Плавання                        | 5              | 4 (2000×2, 2004×2)    | 1 (2000)              |                         |
| Осипенко-Радомська Інна Володимирівна     | Веслування на байдарках і каное | 4*             | 1 (2008)              | 2 (2012×2)            | 1 (2004, Е)             |
| Костевич Олена Дмитрівна                  | Кульова стрільба                | 4              | 1 (2004)              |                       | 3 (2012×2; 2020, К)     |
| Подкопаєва Лілія Олександрівна            | Спортивна гімнастика            | 3              | 2 (1996×2)            | 1 (1996)              |                         |
| Чебан Юрій Володимирович                  | Веслування на байдарках і каное | 3              | 2 (2012, 2016)        |                       | 1 (2008)                |
| Беленюк Жан Венсанович                    | Греко-римська боротьба          | 3              | 1 (2020)              | 1 (2016)              | 1 (2024)                |
| Лузан Людмила Володимирівна               | Веслування на байдарках і каное | 3              |                       | 2 (2020, Е, 2024, Е)  | 1 (2020)                |
| Таран Руслана Олексіївна                  | Вітрильний спорт                | 3              |                       | 1 (2004, Е)           | 2 (1996, Е; 2000, Е)    |
| Ломаченко Василь Анатолійович             | Бокс                            | 2              | 2 (2008, 2012)        |                       |                         |
| Абраменко Олександр Володимирович         | Фристайл                        | 2              | 1 (2018)              | 1 (2022)              |                         |
| Верняєв Олег Юрійович                     | Спортивна гімнастика            | 2              | 1 (2016)              | 1 (2016)              |                         |
| Гончаров Валерій Володимирович            | Спортивна гімнастика            | 2              | 1 (2004)              | 1 (2000, К)           |                         |
| Комащук Аліна Іванівна                    | Фехтування                      | 2              | 1 (2024, К)           | 1 (2016, К)           |                         |
| Кравацька Олена Віталіївна                | Фехтування                      | 2              | 1 (2024, К)           | 1 (2016, К)           |                         |
| Хижняк Олександр Олександрович            | Бокс                            | 2              | 1 (2024)              | 1 (2020)              |                         |
| Магучіх Ярослава Олексіївна               | Легка атлетика                  | 2              | 1 (2024)              |                       | 1 (2020)                |
| Микульчин-Мерлені Іріні Олексіївна        | Вільна боротьба                 | 2              | 1 (2004)              |                       | 1 (2008)                |
| Рубан Віктор Геннадійович                 | Стрільба з лука                 | 2              | 1 (2008)              |                       | 1 (2004, К)             |
| Семеренко Віта Олександрівна              | Біатлон                         | 2              | 1 (2014, К)           |                       | 1 (2014)                |
| Тедеєв Ельбрус Сосланович                 | Вільна боротьба                 | 2              | 1 (2004)              |                       | 1 (1996)                |
| Шаріпов Рустам Халімджанович              | Спортивна гімнастика            | 2*             | 1 (1996)              |                       | 1 (1996, К)             |
| Куліш Сергій Володимирович                | Кульова стрільба                | 2              |                       | 2 (2016, 2024)        |                         |
| Насібов Парвіз Паша-огли                  | Греко-римська боротьба          | 2              |                       | 2 (2020, 2024)        |                         |
| Рибачок (Четверікова) Анастасія Андріївна | Веслування на байдарках і каное | 2              |                       | 2 (2020, Е, 2024, Е)  |                         |
| Береш Олександр Михайлович †              | Спортивна гімнастика            | 2              |                       | 1 (2000, К)           | 1 (2000)                |
| Гонтюк Роман Володимирович                | Дзюдо                           | 2              |                       | 1 (2004)              | 1 (2008)                |
| Коляденко Ірина Володимирівна             | Вільна боротьба                 | 2              |                       | 1 (2024)              | 1 (2020)                |
| Романчук Михайло Михайлович               | Плавання                        | 2              |                       | 1 (2020)              | 1 (2020)                |
| Садовнича Олена Анатоліївна               | Стрільба з лука                 | 2              |                       | 1 (2000, К)           | 1 (1996)                |
| Світличний Олександр Миколайович          | Спортивна гімнастика            | 2              |                       | 1 (2000, К)           | 1 (1996, К)             |
| Безсонова Ганна Володимирівна             | Художня гімнастика              | 2              |                       |                       | 2 (2004, 2008)          |
| Пахольчик Олена Іванівна                  | Вітрильний спорт                | 2              |                       |                       | 2 (1996, Е; 2000, Е)    |
| Савчук Анастасія Геннадіївна              | Синхронне плавання              | 2              |                       |                       | 2 (2020, Д; 2020, Г)    |
| Фєдіна Марта Вадимівна                    | Синхронне плавання              | 2              |                       |                       | 2 (2020, Д; 2020, Г)    |
| Айвазян Артур Суренович                   | Кульова стрільба                | 1              | 1 (2008)              |                       |                         |
| Бакастова Юлія Олександрівна              | Фехтування                      | 1              | 1 (2024, К)           |                       |                         |
| Баюл Оксана Сергіївна                     | Фігурне катання на ковзанах     | 1              | 1 (1994)              |                       |                         |
| Браславець Євген Анатолійович             | Вітрильний спорт                | 1              | 1 (1996, Е)           |                       |                         |
| Гладир (Хомрова) Олена Миколаївна         | Фехтування                      | 1              | 1 (2008, К)           |                       |                         |
| Дементьєва Яна Михайлівна                 | Академічне веслування           | 1              | 1 (2012, Е)           |                       |                         |
| Джіма Юлія Валентинівна                   | Біатлон                         | 1              | 1 (2014, К)           |                       |                         |
| Добринська Наталія Володимирівна          | Легка атлетика                  | 1              | 1 (2008)              |                       |                         |
| Довгодько Наталія Вікторівна              | Академічне веслування           | 1              | 1 (2012, Е)           |                       |                         |
| Жовнір Ольга Богданівна                   | Фехтування                      | 1              | 1 (2008, К)           |                       |                         |
| Кличко Володимир Володимирович            | Бокс                            | 1              | 1 (1996)              |                       |                         |
| Коженкова Анастасія Миколаївна            | Академічне веслування           | 1              | 1 (2012, Е)           |                       |                         |
| Кравець Інеса Миколаївна                  | Легка атлетика                  | 1*             | 1 (1996)              |                       |                         |
| Матвієнко Ігор Григорович                 | Вітрильний спорт                | 1              | 1 (1996, Е)           |                       |                         |
| Мільчев Микола Миколайович                | Стендова стрільба               | 1              | 1 (2000)              |                       |                         |
| Нікітін Юрій Вікторович                   | Стрибки на батуті               | 1              | 1 (2004)              |                       |                         |
| Олійник В'ячеслав Миколайович             | Греко-римська боротьба          | 1              | 1 (1996)              |                       |                         |
| Петрів Олександр Святославович            | Кульова стрільба                | 1              | 1 (2008)              |                       |                         |
| Підгрушна Олена Михайлівна                | Біатлон                         | 1              | 1 (2014, К)           |                       |                         |
| Пундик Галина Василівна                   | Фехтування                      | 1              | 1 (2008, К)           |                       |                         |
| Семеренко Валентина Олександрівна         | Біатлон                         | 1              | 1 (2014, К)           |                       |                         |
| Серебрянська Катерина Олегівна            | Художня гімнастика              | 1              | 1 (1996)              |                       |                         |
| Скакун Наталія Анатоліївна                | Важка атлетика                  | 1              | 1 (2004)              |                       |                         |
| Таймазов Тимур Борисович                  | Важка атлетика                  | 1*             | 1 (1996)              |                       |                         |
| Усик Олександр Олександрович              | Бокс                            | 1              | 1 (2012)              |                       |                         |
| Футрик (Тарасенко) Катерина Миколаївна    | Академічне веслування           | 1              | 1 (2012, Е)           |                       |                         |
| Шемякіна Яна Володимирівна                | Фехтування                      | 1              | 1 (2012)              |                       |                         |
| Андрійцев Валерій Олександрович           | Вільна боротьба                 | 1              |                       | 1 (2012)              |                         |
| Антонова Олена Анатоліївна                | Легка атлетика                  | 1              |                       | 1 (2008)              |                         |
| Берінчик Денис Юрійович                   | Бокс                            | 1              |                       | 1 (2012)              |                         |
| Бурдейна Наталія Андріївна                | Стрільба з лука                 | 1              |                       | 1 (2000, К)           |                         |
| Буслович Євген Леонідович †               | Вільна боротьба                 | 1              |                       | 1 (2000)              |                         |
| Вороніна Олена Володимирівна              | Фехтування                      | 1              |                       | 1 (2016, К)           |                         |
| Доценко Сергій Миколайович                | Бокс                            | 1              |                       | 1 (2000)              |                         |
| Дубровіна (Сердюк) Катерина Валеріївна    | Стрільба з лука                 | 1              |                       | 1 (2000, К)           |                         |
| Зозуля Роман Володимирович                | Спортивна гімнастика            | 1              |                       | 1 (2000, К)           |                         |
| Калініна Ганна Георгіївна                 | Вітрильний спорт                | 1              |                       | 1 (2004, Е)           |                         |
| Ковтун Ілля Юрійович                      | Спортивна гімнастика            | 1              |                       | 1 (2024)              |                         |
| Котельник Андрій Миколайович              | Бокс                            | 1              |                       | 1 (2000)              |                         |
| Красовська Олена Анатоліївна              | Легка атлетика                  | 1              |                       | 1 (2004)              |                         |
| Леончук Георгій Ігорович                  | Вітрильний спорт                | 1              |                       | 1 (2004, Е)           |                         |
| Ліщинська Ірина Анатоліївна               | Легка атлетика                  | 1              |                       | 1 (2008)              |                         |
| Лука Родіон Михайлович                    | Вітрильний спорт                | 1              |                       | 1 (2004, Е)           |                         |
| Мазій Світлана Іванівна                   | Академічне веслування           | 1*             |                       | 1 (1996, Е)           |                         |
| Матвєєв Сергій Леонідович                 | Велосипедний спорт              | 1              |                       | 1 (2000, К)           |                         |
| Матевушева Світлана Валеріївна            | Вітрильний спорт                | 1              |                       | 1 (2004, Е)           |                         |
| Мезенцев Руслан Володимирович             | Спортивна гімнастика            | 1              |                       | 1 (2000, К)           |                         |
| Міфтахутдінова Діна Артурівна             | Академічне веслування           | 1              |                       | 1 (1996, Е)           |                         |
| Морозова (Ронжина) Олена Іванівна         | Академічне веслування           | 1              |                       | 1 (1996, Е)           |                         |
| Перешкура Валерій Валерійович             | Спортивна гімнастика            | 1              |                       | 1 (2000, К)           |                         |
| Петрова Олена Юріївна                     | Біатлон                         | 1              |                       | 1 (1998)              |                         |
| Разорьонов Ігор Анатолійович              | Важка атлетика                  | 1              |                       | 1 (2004)              |                         |
| Салдадзе Давид Тенгізович                 | Греко-римська боротьба          | 1              |                       | 1 (2000)              |                         |
| Силантьєв Денис Олегович                  | Плавання                        | 1              |                       | 1 (2000)              |                         |
| Симоненко Олександр Сергійович            | Велосипедний спорт              | 1              |                       | 1 (2000, К)           |                         |
| Стаднік Андрій Володимирович              | Вільна боротьба                 | 1              |                       | 1 (2008)              |                         |
| Старікова Олена Вікторівна                | Велосипедний спорт              | 1              |                       | 1 (2020)              |                         |
| Сухоруков Юрій Олександрович              | Кульова стрільба                | 1              |                       | 1 (2008)              |                         |
| Терлюга Анжеліка Володимирівна            | Карате                          | 1              |                       | 1 (2020)              |                         |
| Тимощенко Павло Юрійович                  | Сучасне п'ятиборство            | 1              |                       | 1 (2016)              |                         |
| Феденко Олександр Олександрович           | Велосипедний спорт              | 1              |                       | 1 (2000, К)           |                         |
| Фролова Інна Василівна                    | Академічне веслування           | 1*             |                       | 1 (1996, Е)           |                         |
| Цигульова Оксана Миколаївна               | Стрибки на батуті               | 1              |                       | 1 (2000)              |                         |
| Чернявський Сергій Володимирович          | Велосипедний спорт              | 1              |                       | 1 (2000, К)           |                         |
| Алексіїва Владислава Антонівна            | Синхронне плавання              | 1              |                       |                       | 1 (2020, Г)             |
| Алексіїва Марина Антонівна                | Синхронне плавання              | 1              |                       |                       | 1 (2020, Г)             |
| Бабакова Інга Альвідосівна                | Легка атлетика                  | 1              |                       |                       | 1 (1996)                |
| Багач Олександр Миколайович               | Легка атлетика                  | 1              |                       |                       | 1 (1996)                |
| Балабанова Ганна Сергіївна                | Веслування на байдарках і каное | 1              |                       |                       | 1 (2004, Е)             |
| Білодід Дар'я Геннадіївна                 | Дзюдо                           | 1              |                       |                       | 1 (2020)                |
| Білоущенко Сергій Олександрович           | Академічне веслування           | 1              |                       |                       | 1 (2004, Е)             |
| Бондаренко Богдан Вікторович              | Легка атлетика                  | 1              |                       |                       | 1 (2016)                |
| Бризгіна Єлизавета Вікторівна             | Легка атлетика                  | 1              |                       |                       | 1 (2012, К)             |
| Бурмістрова Ганна Вікторівна              | Гандбол                         | 1              |                       |                       | 1 (2004, К)             |
| Вайгіна-Єфремова Лілія Миколаївна         | Біатлон                         | 1              |                       |                       | 1 (2006)                |
| Варданян Армен Фрунзікович                | Греко-римська боротьба          | 1              |                       |                       | 1 (2008)                |
| Вергелюк-Стрілець Марина Миколаївна       | Гандбол                         | 1              |                       |                       | 1 (2004, К)             |
| Вітриченко Олена Ігорівна                 | Художня гімнастика              | 1              |                       |                       | 1 (1996)                |
| Воробйов Олександр Сергійович             | Спортивна гімнастика            | 1              |                       |                       | 1 (2008)                |
| Гвоздик Олександр Сергійович              | Бокс                            | 1              |                       |                       | 1 (2012)                |
| Генус (Калітовська) Леся Михайлівна       | Велосипедний спорт              | 1              |                       |                       | 1 (2008)                |
| Геращенко Ірина Ігорівна                  | Легка атлетика                  | 1              |                       |                       | 1 (2024)                |
| Глазков В'ячеслав Валерійович             | Бокс                            | 1              |                       |                       | 1 (2008)                |
| Говорова Олена Іванівна                   | Легка атлетика                  | 1              |                       |                       | 1 (2000)                |
| Гончаров Руслан Миколайович               | Фігурне катання на ковзанах     | 1              |                       |                       | 1 (2006, П)             |
| Гончарова Ірина Юріївна                   | Гандбол                         | 1              |                       |                       | 1 (2004, К)             |
| Горуна Станіслав Миколайович              | Карате                          | 1              |                       |                       | 1 (2020)                |
| Готфрід Денис Рудольфович                 | Важка атлетика                  | 1              |                       |                       | 1 (1996)                |
| Грачов Дмитро Олегович                    | Стрільба з лука                 | 1              |                       |                       | 1 (2004, К)             |
| Гринь Сергій Михайлович                   | Академічне веслування           | 1              |                       |                       | 1 (2004, Е)             |
| Грушина Олена Едуардівна                  | Фігурне катання на ковзанах     | 1              |                       |                       | 1 (2006, П)             |
| Данильченко Сергій Петрович               | Бокс                            | 1              |                       |                       | 1 (2000)                |
| Данько Тарас Григорович                   | Вільна боротьба                 | 1              |                       |                       | 1 (2008)                |
| Деревенко (Череватова) Олена Аркадіївна   | Веслування на байдарках і каное | 1              |                       |                       | 1 (2004, Е)             |
| Єрмаков Юрій Володимирович                | Спортивна гімнастика            | 1              |                       |                       | 1 (1996, К)             |
| Жупіна Олена Григорівна                   | Стрибки у воду                  | 1              |                       |                       | 1 (2000, П)             |
| Зазіров Заза Діанозович                   | Вільна боротьба                 | 1              |                       |                       | 1 (1996)                |
| Заспа Лариса Леонідівна                   | Гандбол                         | 1              |                       |                       | 1 (2004, К)             |
| Земляк Ольга Миколаївна                   | Легка атлетика                  | 1              |                       |                       | 1 (2012, К)             |
| Калашніков Андрій Миколайович             | Греко-римська боротьба          | 1              |                       |                       | 1 (1996)                |
| Кваша Ілля Олегович                       | Стрибки у воду                  | 1              |                       |                       | 1 (2008, П)             |
| Кірюхін Олег Станіславович                | Бокс                            | 1              |                       |                       | 1 (1996)                |
| Коробчинський Ігор Олексійович            | Спортивна гімнастика            | 1*             |                       |                       | 1 (1996, К)             |
| Косяк Олег Юрійович                       | Спортивна гімнастика            | 1              |                       |                       | 1 (1996, К)             |
| Кохан Михайло Сергійович                  | Легка атлетика                  | 1              |                       |                       | 1 (2024)                |
| Краєва (Янович) Ірина Вікторівна          | Велосипедний спорт              | 1              |                       |                       | 1 (2000)                |
| Крикун Олександр Володимирович            | Легка атлетика                  | 1              |                       |                       | 1 (1996)                |
| Ликов Олег Вікторович                     | Академічне веслування           | 1              |                       |                       | 1 (2004, Е)             |
| Логвиненко Аліна Вікторівна               | Легка атлетика                  | 1              |                       |                       | 1 (2012, К)             |
| Лукович (Борисенко) Наталія Сергіївна     | Гандбол                         | 1              |                       |                       | 1 (2004, К)             |
| Ляпіна Наталія Вікторівна                 | Гандбол                         | 1              |                       |                       | 1 (2004, К)             |
| Маркушевська Галина Петрівна              | Гандбол                         | 1              |                       |                       | 1 (2004, К)             |
| Машуренко Руслан Олександрович            | Дзюдо                           | 1              |                       |                       | 1 (2000)                |
| Місютін Григорій Анатолійович             | Спортивна гімнастика            | 1*             |                       |                       | 1 (1996, К)             |
| Міщук Тарас Вікторович                    | Веслування на байдарках і каное | 1              |                       |                       | 1 (2016, Е)             |
| Монфіс (Світоліна) Еліна Михайлівна       | Теніс                           | 1              |                       |                       | 1 (2020)                |
| Омельчук Олег Петрович                    | Кульова стрільба                | 1              |                       |                       | 1 (2020, К)             |
| Паратова Юлія Євгеніївна                  | Важка атлетика                  | 1              |                       |                       | 1 (2012)                |
| Пигида Наталія Сергіївна                  | Легка атлетика                  | 1              |                       |                       | 1 (2012, К)             |
| Підпалова (Бородіна) Анастасія Валеріївна | Гандбол                         | 1              |                       |                       | 1 (2004, К)             |
| Повх Олеся Іванівна                       | Легка атлетика                  | 1              |                       |                       | 1 (2012, К)             |
| Пригоров Олексій Вікторович               | Стрибки у воду                  | 1              |                       |                       | 1 (2008, П)             |
| Радівілов Ігор Віталійович                | Спортивна гімнастика            | 1              |                       |                       | 1 (2012)                |
| Радченко Олена Вікторівна                 | Гандбол                         | 1              |                       |                       | 1 (2004, К)             |
| Райхель Оксана Миколаївна                 | Гандбол                         | 1              |                       |                       | 1 (2004, К)             |
| Резнік Катерина Олександрівна             | Синхронне плавання              | 1              |                       |                       | 1 (2020, Г)             |
| Рейзлін Ігор Дмитрович                    | Фехтування                      | 1              |                       |                       | 1 (2020)                |
| Рємєнь Марія Віталіївна                   | Легка атлетика                  | 1              |                       |                       | 1 (2012, К)             |
| Рижикова (Ярощук) Анна Василівна          | Легка атлетика                  | 1              |                       |                       | 1 (2012, К)             |
| Різатдінова Ганна Сергіївна               | Художня гімнастика              | 1              |                       |                       | 1 (2016)                |
| Саладуха Ольга Валеріївна                 | Легка атлетика                  | 1              |                       |                       | 1 (2012)                |
| Семикіна Тетяна Георгіївна                | Веслування на байдарках і каное | 1              |                       |                       | 1 (2004, Е)             |
| Сердінов Андрій Вікторович                | Плавання                        | 1              |                       |                       | 1 (2004)                |
| Сердюк Олександр Олексійович              | Стрільба з лука                 | 1              |                       |                       | 1 (2004, К)             |
| Сидоренко Володимир Петрович              | Бокс                            | 1              |                       |                       | 1 (2000)                |
| Сидоренко Ксенія Володимирівна            | Синхронне плавання              | 1              |                       |                       | 1 (2020, Г)             |
| Сорокіна Ганна Валеріївна                 | Стрибки у воду                  | 1              |                       |                       | 1 (2000, П)             |
| Стуй Христина Петрівна                    | Легка атлетика                  | 1              |                       |                       | 1 (2012, К)             |
| Стьопіна Віта Іванівна                    | Легка атлетика                  | 1              |                       |                       | 1 (2004)                |
| Сюкало Ганна Олександрівна                | Гандбол                         | 1              |                       |                       | 1 (2004, К)             |
| Терещук-Антіпова Тетяна Вікторівна        | Легка атлетика                  | 1              |                       |                       | 1 (2004)                |
| Тобіас Наталія Вікторівна                 | Легка атлетика                  | 1              |                       |                       | 1 (2008)                |
| Третяк Владислав Васильович               | Фехтування                      | 1              |                       |                       | 1 (2004)                |
| Федчук Андрій Васильович †                | Бокс                            | 1              |                       |                       | 1 (2000)                |
| Цербе-Несіна Валентина Адамівна           | Біатлон                         | 1              |                       |                       | 1 (1994)                |
| Цигиця Олена Леонідівна                   | Гандбол                         | 1              |                       |                       | 1 (2004, К)             |
| Черкасова Алла Костянтинівна              | Вільна боротьба                 | 1              |                       |                       | 1 (2020)                |
| Шаменко Володимир Володимирович           | Спортивна гімнастика            | 1              |                       |                       | 1 (1996, К)             |
| Шапошніков Леонід Анатолійович            | Академічне веслування           | 1              |                       |                       | 1 (2004, Е)             |
| Шевченко Людмила Дмитрівна                | Гандбол                         | 1              |                       |                       | 1 (2004, К)             |
| Шелестюк Тарас Олександрович              | Бокс                            | 1              |                       |                       | 1 (2012)                |
| Шинкаренко Аліна Віталіївна               | Синхронне плавання              | 1              |                       |                       | 1 (2020, Г)             |
| Шинкаренко Тетяна Володимирівна           | Гандбол                         | 1              |                       |                       | 1 (2004, К)             |
| Щуренко Роман Анатолійович                | Легка атлетика                  | 1              |                       |                       | 1 (2000)                |
| Янчук Дмитро Миколайович                  | Веслування на байдарках і каное | 1              |                       |                       | 1 (2016, Е)             |
| Яхно Єлизавета Сергіївна                  | Синхронне плавання              | 1              |                       |                       | 1 (2020, Г)             |
| Яценко Олена Миколаївна                   | Гандбол                         | 1              |                       |                       | 1 (2004, К)             |

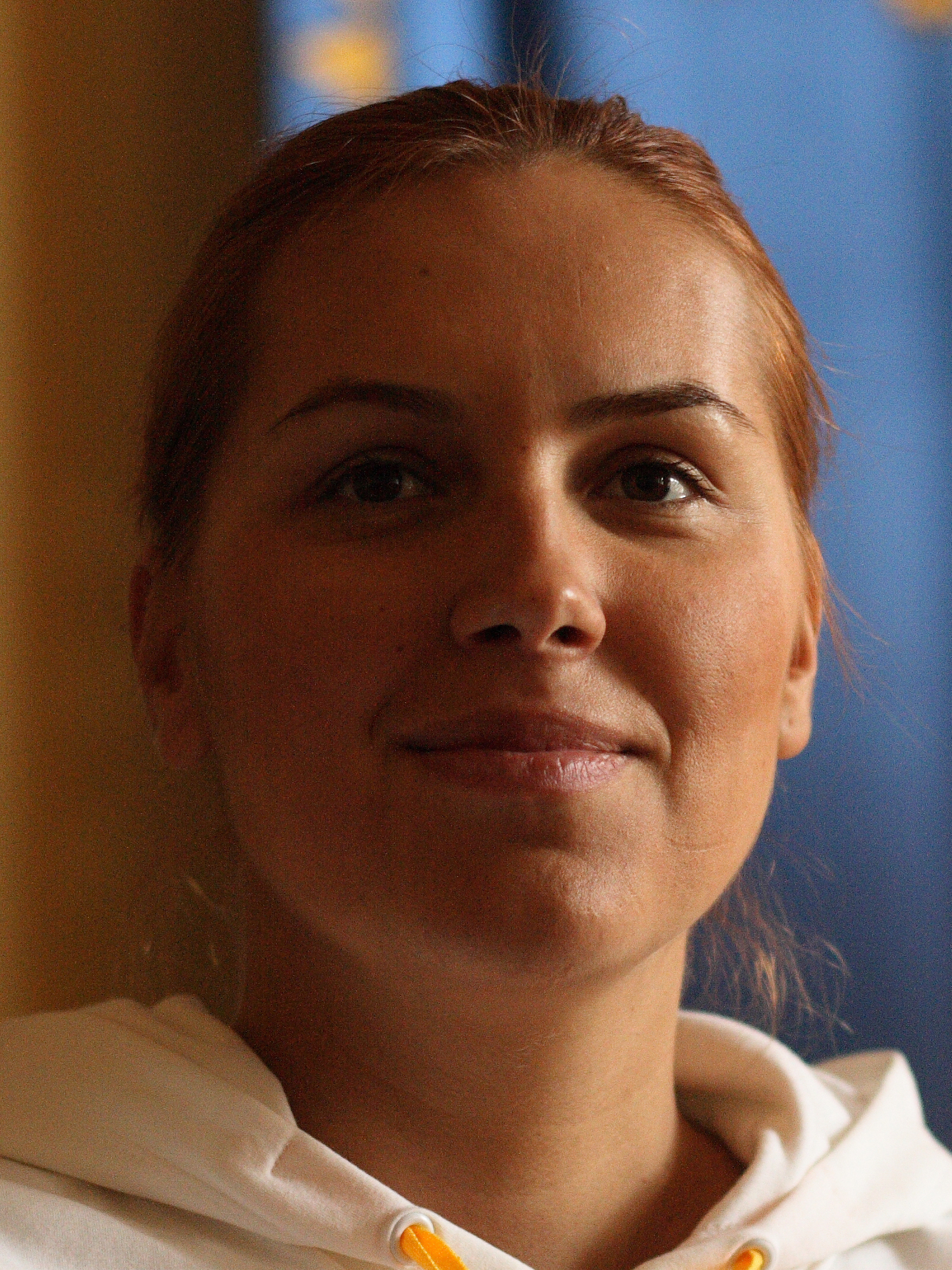
Яна Клочкова — 4-разова олімпійська чемпіонка

Для призерок, які змінили прізвище, першим зазначено сучасне прізвище, а в дужках — прізвище, під яким здобуто медаль.
Спортсмени, які також здобували медалі, представляючи інші країни:
- Інна Осипенко-Радомська здобула бронзову медаль на Олімпіаді 2016 року, представляючи Азербайджан;
- Рустам Шаріпов здобув золоту медаль на Олімпіаді 1992 року, представляючи Об'єднану команду;
- Інесса Кравець і Тимур Таймазов здобули срібні медалі на Олімпіаді 1992 року, представляючи Об'єднану команду;
- Світлана Мазій та Інна Фролова здобули срібні медалі на Олімпіаді 1988 року, представляючи Радянський Союз;
- Ігор Коробчинський здобув золоту і бронзову медалі на Олімпіаді 1992 року, представляючи Об'єднану команду;
- Григорій Місютін здобув золоту і 4 срібних медалі на Олімпіаді 1992 року, представляючи Об'єднану команду.

Спортсмени, позбавлені медалей
Низка спортсменів була позбавлена медалей через уживання заборонених препаратів (символом # позначено спортсменів, які позбавлені медалей протягом Олімпійських ігор, решта — вже після закінчення Ігор):
- Юрій Білоног[д 1] (Афіни-2004, легка атлетика)
- Олексій Торохтій[д 2] (Лондон-2012, важка атлетика)
- Людмила Блонська#[д 3] (Пекін-2008, легка атлетика)
- Ольга Коробка[д 4] (Пекін-2008, важка атлетика)
- Василь Федоришин[д 5] (Пекін-2008, вільна боротьба)
- Олександр П'ятниця[д 6] (Лондон-2012, легка атлетика)
- жіноча четвірка# (Афіни-2004, академічне веслування): О.Морозова, Я.Дементьєва, О.Олефіренко, Т.Колеснікова — через дискваліфікацію Олени Олефіренко[д 7]
- Наталія Давидова[д 8] (Пекін-2008, важка атлетика)
- Вікторія Терещук[д 9] (Пекін-2008, сучасне п'ятиборство)
- Денис Юрченко[д 8][д 10] (Пекін-2008, легка атлетика)
- Юлія Каліна[д 11] (Лондон-2012, важка атлетика)

Перерозподілені медалі
Деякі спортсмени отримали медалі вищого ґатунку внаслідок дискваліфікацій спортсменів, що посіли вищі місця (символом # позначено спортсменів, яким було перерозподілено медалі протягом Олімпійських ігор, решта — вже після закінчення Ігор):
- Ігор Разорьонов# (Афіни-2004, важка атлетика) отримав срібну медаль замість бронзової
- Олена Антонова (Пекін-2008, легка атлетика) отримала срібну медаль замість бронзової
- естафетна команда (Лондон-2012, легка атлетика): А.Логвиненко, О.Земляк, Г.Ярощук, Н.Пигида — отримала бронзову медаль, початково посівши четверте місце
- Юлія Паратова (Лондон-2012, важка атлетика) отримала бронзову медаль, початково посівши п'яте місце

У таблиці призерів ці зміни враховані.

## Усі медалі
Нижче поданий список усіх медалей, здобутих представниками України, у хронологічному порядку (для медалей здобутих протягом одного дня порядок може бути не хронологічний).

### Перші медалі
Уперше Україна була представлена як незалежна країна на зимових Олімпійських іграх 1994 року в Ліллегаммері. Першу медаль для України здобула 23 лютого 1994 року біатлоністка Валентина Цербе у спринтерській гонці з біатлону. Два дні потому першу золоту медаль здобула фігуристка Оксана Баюл.

Щодо першої медалі літніх Ігор у джерелах є розбіжності. Одні джерела стверджують, що першою була медаль борця Калашнікова, інші — що це медаль команди гімнастів. Так, у профілі НОК України на сайті МОК сказано 
|   | На Іграх XXVI Олімпіади в Атланті 1996 року перші спортсмени, які представляли Україну і виграли медаль будь-якого ґатунку, зробили це в один день — Андрій Калашніков здобув «бронзу» у греко-римській боротьбі в легкій вазі, а В'ячеслав Олійник здобув «золото» в греко-римській боротьбі у напівважкій вазі. Оригінальний текст (англ.) At the Games of the XXVI Olympiad Atlanta 1996, the first athletes representing Ukraine to win an Olympic medal of any colour did so on the same day, with Andriy Kalashnikov capturing bronze in the men's wrestling Greco-Roman flyweight event and Vyacheslav Oliynyk capturing gold in the men's wrestling Greco-Roman light-heavyweight event. |
| — | |

 У газеті «Голос України» від 24 липня 1996 року є згадка про здобутки українців на Олімпіаді:
|   | Отже, перші нагороди для нас в Атланті здобули: Юрій Єрмаков, Ігор Коробчинський, Олег Косяк, Григорій Мисютін, Олександр Світличний, Володимир Шаменко та Рустам Шаріпов. |
| — | |

У джерелах є розбіжності, щодо дат проведення змагань з боротьби: зустрічаються дати 20 і 22 липня. В офіційному звіті Олімпіади 1996 не зазначені дати проведення змагань, проте вони зазначені у виданні «Official results: centennial Olympic Games», згідно з яким фінали змагань з греко-римської боротьби в категоріях до 52 кг і до 90 кг відбулися 23 липня, а фінали командних змагань зі спортивної гімнастики у чоловіків — 22 липня. Тож першою медаллю була медаль гімнастів, а медалі Калашнікова та Олійника стали другою і третьою відповідно.

### 1994
| Дата      | Медаль | Спортсмен(и)    | Вид спорту                  | Дисципліна                     | Примітка                                                     |
| --------- | ------ | --------------- | --------------------------- | ------------------------------ | ------------------------------------------------------------ |
| 23 лютого | Бронза | Валентина Цербе | Біатлон                     | спринт (жінки)                 | перша олімпійська медаль в історії незалежної України        |
| 25 лютого | Золото | Оксана Баюл     | Фігурне катання на ковзанах | індивідуальні змагання (жінки) | перша золота олімпійська медаль в історії незалежної України |

### 1996
| Дата     | Медаль | Спортсмен(и) | Вид спорту             | Дисципліна                     | Примітка                                                          | Джерело (МОК) |
| -------- | ------ | --- | ---------------------- | ------------------------------ | ----------------------------------------------------------------- | ------------- |
| 22 липня | Бронза | Юрій Єрмаков Ігор Коробчинський Олег Косяк Григорій Місютін Олександр Світличний Володимир Шаменко Рустам Шаріпов | Спортивна гімнастика   | командна першість (чоловіки)   | перша медаль літніх Ігор в історії незалежної України             |               |
| 23 липня | Золото | В'ячеслав Олійник                                                                                                 | Греко-римська боротьба | до 90 кг                       | перша золота медаль на літніх Іграх в історії незалежної України  |               |
| 23 липня | Бронза | Андрій Калашніков                                                                                                 | Греко-римська боротьба | до 52 кг                       |                                                                   |               |
| 25 липня | Золото | Лілія Подкопаєва                                                                                                  | Спортивна гімнастика   | абсолютна першість (жінки)     |                                                                   |               |
| 26 липня | Бронза | Олександр Багач                                                                                                   | Легка атлетика         | штовхання ядра (чоловіки)      |                                                                   |               |
| 28 липня | Бронза | Олександр Крикун                                                                                                  | Легка атлетика         | метання молота (чоловіки)      |                                                                   |               |
| 28 липня | Срібло | Олена Ронжина Світлана Мазій Інна Фролова Діна Міфтахутдінова                                                     | Академічне веслування  | парні четвірки (жінки)         | перша срібна медаль в історії незалежної України                  |               |
| 28 липня | Бронза | Денис Готфрід | Важка атлетика         | до 99 кг (чоловіки)            |                                                                   |               |
| 29 липня | Золото | Рустам Шаріпов | Спортивна гімнастика   | паралельні бруси (чоловіки)    |                                                                   |               |
| 29 липня | Золото | Тимур Таймазов | Важка атлетика         | до 108 кг (чоловіки)           |                                                                   |               |
| 29 липня | Золото | Лілія Подкопаєва                                                                                                  | Спортивна гімнастика   | вільні вправи (жінки)          |                                                                   |               |
| 29 липня | Срібло | Лілія Подкопаєва                                                                                                  | Спортивна гімнастика   | колода (жінки)                 |                                                                   |               |
| 31 липня | Золото | Інеса Кравець | Легка атлетика         | потрійний стрибок (жінки)      |                                                                   |               |
| 31 липня | Бронза | Олена Садовнича                                                                                                   | Стрільба з лука        | індивідуальна першість (жінки) |                                                                   |               |
| 31 липня | Бронза | Заза Зазіров | Вільна боротьба        | до 68 кг                       |                                                                   |               |
| 1 серпня | Золото | Євген Браславець Ігор Матвієнко                                                                                   | Вітрильний спорт       | клас 470 (чоловіки)            |                                                                   |               |
| 1 серпня | Бронза | Олена Пахольчик Руслана Таран                                                                                     | Вітрильний спорт       | клас 470 (жінки)               |                                                                   |               |
| 1 серпня | Бронза | Олег Кірюхін | Бокс                   | перша найлегша вага            |                                                                   |               |
| 2 серпня | Бронза | Ельбрус Тедеєв | Вільна боротьба        | до 62 кг                       |                                                                   |               |
| 3 серпня | Бронза | Інга Бабакова | Легка атлетика         | стрибки у висоту (жінки)       |                                                                   |               |
| 4 серпня | Золото | Володимир Кличко                                                                                                  | Бокс                   | надважка вага                  |                                                                   |               |
| 4 серпня | Золото | Катерина Серебрянська                                                                                             | Художня гімнастика     | особиста першість              | перший випадок, коли в одному змаганні Україна здобула дві медалі |               |
| 4 серпня | Бронза | Олена Вітриченко                                                                                                  | Художня гімнастика     | особиста першість              | перший випадок, коли в одному змаганні Україна здобула дві медалі |               |

### 1998
| Дата     | Медаль | Спортсмен(и)  | Вид спорту | Дисципліна                  | Примітка |
| -------- | ------ | ------------- | ---------- | --------------------------- | -------- |
| 9 лютого | Срібло | Олена Петрова | Біатлон    | індивідуальна гонка (жінки) |          |

### 2000
| Дата       | Медаль | Спортсмен(и)                                                                                         | Вид спорту             | Дисципліна                                              | Примітка | Джерело (МОК) |
| ---------- | ------ | --- | ---------------------- | ------------------------------------------------------- | -------- | ------------- |
| 16 вересня | Золото | Яна Клочкова                                                                                         | Плавання               | 400 м комплексом (жінки)                                |          |               |
| 18 вересня | Срібло | Олександр Береш Валерій Гончаров Руслан Мезенцев Валерій Перешкура Олександр Світличний Роман Зозуля | Спортивна гімнастика   | командні змагання (чоловіки)                            |          |               |
| 19 вересня | Золото | Яна Клочкова                                                                                         | Плавання               | 200 м комплексом (жінки)                                |          |               |
| 19 вересня | Срібло | Олександр Феденко Олександр Симоненко Сергій Матвєєв Сергій Чернявський                              | Велосипедний спорт     | командна гонка переслідування (трек), 4000 м (чоловіки) |          |               |
| 19 вересня | Срібло | Денис Силантьєв                                                                                      | Плавання               | 200 м батерфляєм (чоловіки)                             |          |               |
| 20 вересня | Бронза | Ірина Янович                                                                                         | Велосипедний спорт     | спринт (жінки)                                          |          |               |
| 20 вересня | Бронза | Олександр Береш                                                                                      | Спортивна гімнастика   | абсолютна першість (чоловіки)                           |          |               |
| 20 вересня | Бронза | Руслан Машуренко                                                                                     | Дзюдо                  | до 90 кг (чоловіки)                                     |          |               |
| 21 вересня | Срібло | Олена Садовнича Катерина Сердюк Наталя Бурдейна                                                      | Стрільба з лука        | командна першість (жінки)                               |          |               |
| 22 вересня | Срібло | Оксана Цигульова                                                                                     | Стрибки на батуті      | жінки                                                   |          |               |
| 22 вересня | Срібло | Яна Клочкова                                                                                         | Плавання               | 800 м вільним стилем (жінки)                            |          |               |
| 23 вересня | Золото | Микола Мільчев                                                                                       | Стендова стрільба      | скит (чоловіки)                                         |          |               |
| 23 вересня | Бронза | Ганна Сорокіна Олена Жупіна                                                                          | Стрибки у воду         | синхронний трамплін, 3 м (жінки)                        |          |               |
| 24 вересня | Бронза | Олена Говорова                                                                                       | Легка атлетика         | потрійний стрибок (жінки)                               |          |               |
| 26 вересня | Срібло | Давид Салдадзе                                                                                       | Греко-римська боротьба | до 97 кг                                                |          |               |
| 28 вересня | Бронза | Руслана Таран Олена Пахольчик                                                                        | Вітрильний спорт       | клас 470 (жінки)                                        |          |               |
| 28 вересня | Бронза | Роман Щуренко                                                                                        | Легка атлетика         | стрибки у довжину (чоловіки)                            |          |               |
| 28 вересня | Бронза | Сергій Данильченко                                                                                   | Бокс                   | до 54 кг                                                |          |               |
| 29 вересня | Бронза | Володимир Сидоренко                                                                                  | Бокс                   | до 51 кг                                                |          |               |
| 29 вересня | Бронза | Андрій Федчук                                                                                        | Бокс                   | до 84 кг                                                |          |               |
| 30 вересня | Срібло | Андрій Котельник                                                                                     | Бокс                   | до 60 кг                                                |          |               |
| 30 вересня | Срібло | Сергій Доценко                                                                                       | Бокс                   | до 67 кг                                                |          |               |
| 1 жовтня   | Срібло | Євген Буслович                                                                                       | Вільна боротьба        | до 58 кг                                                |          |               |

### 2004
| Медаль | Спортсмен | Вид спорту                      | Дисципліна                    | Дата                          |
| ------ | --- | ------------------------------- | ----------------------------- | ----------------------------- |
| Золото | Валерій Гончаров | Гімнастика                      | Паралельні бруси              | 23 серпня 2004                |
| Золото | Юрій Нікітін | Гімнастика                      | Стрибки на батуті             | 20 серпня 2004                |
| Золото | Олена Костевич | Стрільба                        | Пневматичний пістолет, 10 м   | 15 серпня 2004                |
| Золото | Яна Клочкова | Плавання                        | 200 м комплексним плаванням   | 17 серпня 2004                |
| Золото | Яна Клочкова | Плавання                        | 400 м комплексним плаванням   | 14 серпня 2004                |
| Золото | Наталія Скакун | Важка атлетика                  | Жінки, 63 кг.                 | 18 серпня 2004                |
| Золото | Ельбрус Тедеєв | Боротьба                        | Чоловіки, легка вага          | 28 серпня 2004                |
| Золото | Ірина Мерлені | Боротьба                        | Жінки, найлегша вага          | 23 серпня 2004                |
| Срібло | Олена Красовська | Легка атлетика                  | 100 метрів з бар'єрами        | 24 серпня 2004                |
| Срібло | Роман Гонтюк | Дзюдо                           | Чоловіки, середня вага        | 17 серпня 2004                |
| Срібло | Георгій Леончук Родіон Лука | Вітрильний спорт                | Клас «49er»                   | 26 серпня 2004                |
| Срібло | Ганна Калініна Світлана Матевушева Руслана Таран | Вітрильний спорт                | Інглінг                       | 20 серпня 2004                |
| Срібло | Ігор Разорьонов | Важка атлетика                  | Чоловіки, важка вага          | 24 серпня 2004 29 серпня 2004 |
| Бронза | Дмитро Грачов Віктор Рубан Олександр Сердюк | Стрільба з лука                 | Чоловіки, команда             | 21 серпня 2004                |
| Бронза | Тетяна Терещук-Антіпова | Легка атлетика                  | 400 метрів із бар'єрами       | 25 серпня 2004                |
| Бронза | Віта Стьопіна | Легка атлетика                  | Стрибки у висоту              | 28 серпня 2004                |
| Бронза | Ганна Балабанова Олена Череватова Інна Осипенко Тетяна Семикіна | Веслування на байдарках і каное | Байдарка-четвірка, 500 метрів | 27 серпня 2004                |
| Бронза | Владислав Третяк | Фехтування                      | Шабля                         | 14 серпня 2004                |
| Бронза | Ганна Безсонова | Гімнастика                      | Індивідуальна першість        | 29 серпня 2004                |
| Бронза | Анастасія Бородіна Наталія Борисенко Ганна Бурмістрова Ірина Гончарова Наталія Ляпіна Галина Маркушевська Олена Радченко Оксана Райхель Людмила Шевченко Тетяна Шинкаренко Ганна Сюкало Олена Цигиця Марина Вергелюк Олена Яценко Лариса Заспа | Гандбол                         | Жіноча команда                | 29 серпня 2004                |
| Бронза | Сергій Білоущенко Сергій Гринь Олег Ликов Леонід Шапошніков | Академічне веслування           | Четвірка                      | 22 серпня 2004                |
| Бронза | Андрій Сердінов | Плавання                        | 100 м батерфляєм              | 20 серпня 2004                |

### 2006
| Дата      | Медаль | Спортсмен(и)                  | Вид спорту                  | Дисципліна     | Примітка |
| --------- | ------ | ----------------------------- | --------------------------- | -------------- | -------- |
| 16 лютого | Бронза | Лілія Єфремова                | Біатлон                     | спринт (жінки) |          |
| 20 лютого | Бронза | Олена Грушина Руслан Гончаров | Фігурне катання на ковзанах | дуети          |          |

### 2008
| Золото                        |                                                       |                                                                   |
| Дата                          | Спортсмени                                            | Вид спорту                                                        |
| 14 серпня                     | Галина Пундик Ольга Харлан Олена Хомрова Ольга Жовнір | Фехтування — жінки, шабля, командна першість                      |
| 15 серпня                     | Артур Айвазян                                         | Кульова стрільба - чоловіки, гвинтівка, лежачи, 50 м              |
| 15 серпня                     | Віктор Рубан                                          | Стрільба з лука, чоловіки, особиста першість                      |
| 16 серпня                     | Олександр Петрів                                      | Кульова стрільба — чоловіки, швидкісний пістолет, 25 м            |
| 16 серпня                     | Наталя Добринська                                     | Легка атлетика — жінки, семиборство                               |
| 23 серпня                     | Інна Осипенко-Радомська                               | Веслування на байдарках та каное — жінки, байдарка-одиночка, 500м |
| 23 серпня                     | Василь Ломаченко                                      | Бокс — чоловіки, до 57 кг                                         |
| Срібло                        |                                                       |                                                                   |
| 17 серпня                     | Юрій Сухоруков                                        | Кульова стрільба — чоловіки, гвинтівка з трьох позицій, 50 м      |
| 18 серпня 2008 30 серпня 2016 | Олена Антонова                                        | Легка атлетика — жінки, метання диску                             |
| 20 серпня                     | Андрій Стаднік                                        | Вільна боротьба — чоловіки, до 66 кг                              |
| 23 серпня                     | Ірина Ліщинська                                       | Легка атлетика — жінки, біг 1500м                                 |
| Бронза                        |                                                       |                                                                   |
| 12 серпня                     | Роман Гонтюк                                          | Дзюдо — чоловіки, до 81 кг                                        |
| 13 серпня                     | Ілля Кваша, Олексій Пригоров                          | Стрибки у воду — чоловіки, синхронний трамплін 3 м                |
| 13 серпня                     | Армен Варданян                                        | Греко-римська боротьба — чоловіки, до 66 кг                       |
| 16 серпня                     | Ірина Мікульчин-Мерлені                               | Вільна боротьба — жінки, до 48 кг                                 |
| 17 серпня                     | Леся Калитовська                                      | Велоспорт — жінки, трек, індивідуальна гонка-переслідування       |
| 18 серпня                     | Олександр Воробйов                                    | Спортивна гімнастика — чоловіки, вправи на кільцях                |
| 21 серпня                     | Тарас Данько                                          | Вільна боротьба — чоловіки, до 84 кг                              |
| 22 (24) серпня                | В'ячеслав Глазков                                     | Бокс — чоловіки, понад 91 кг                                      |
| 23 серпня                     | Юрій Чебан                                            | Веслування на байдарках та каное — чоловіки, каное-одиночка, 500м |
| 23 серпня                     | Наталія Тобіас                                        | Легка атлетика — жінки, біг 1500м                                 |
| 23 серпня                     | Ганна Безсонова                                       | Художня гімнастика                                                |

### 2012
| Медаль | Спортсмен                                                               | Вид спорту                      | Дисципліна                       | Дата                             |
| ------ | ----------------------------------------------------------------------- | ------------------------------- | -------------------------------- | -------------------------------- |
| Золото | Яна Шемякіна                                                            | Фехтування                      | Індивідуальна шпага              | 30 липня                         |
| Золото | Катерина Тарасенко Наталія Довгодько Анастасія Коженкова Яна Дементьєва | Академічне веслування           | Парні четвірки                   | 1 серпня                         |
| Золото | Юрій Чебан                                                              | Веслування на байдарках і каное | Каное-одиночки, 200 метрів       | 11 серпня                        |
| Золото | Олександр Усик                                                          | Бокс                            | Вагова категорія до 91 кг        | 11 серпня                        |
| Золото | Василь Ломаченко                                                        | Бокс                            | Вагова категорія до 60 кг        | 12 серпня                        |
| Срібло | Інна Осипенко-Радомська                                                 | Веслування на байдарках і каное | Байдарки-одиночки, 500 метрів    | 9 серпня                         |
| Срібло | Інна Осипенко-Радомська                                                 | Веслування на байдарках і каное | Байдарки-одиночки, 200 метрів    | 11 серпня                        |
| Срібло | Денис Берінчик                                                          | Бокс                            | Вагова категорія до 64 кг        | 11 серпня                        |
| Срібло | Валерій Андрійцев                                                       | Боротьба                        | Вільна боротьба, до 96 кг        | 12 серпня                        |
| Бронза | Олена Костевич                                                          | Стрільба                        | Пневматичний пістолет, 10 метрів | 29 липня                         |
| Бронза | Олена Костевич                                                          | Стрільба                        | Пістолет, 25 метрів              | 1 серпня                         |
| Бронза | Ольга Харлан                                                            | Фехтування                      | Індивідуальна шабля              | 1 серпня                         |
| Бронза | Ольга Саладуха                                                          | Легка атлетика                  | Потрійний стрибок                | 5 серпня                         |
| Бронза | Ігор Радівілов                                                          | Спортивна гімнастика            | Опорний стрибок                  | 6 серпня                         |
| Бронза | Олеся Повх Христина Стуй Марія Рємєнь Єлизавета Бризгіна                | Легка атлетика                  | Естафета 4×100 метрів            | 10 серпня                        |
| Бронза | Тарас Шелестюк                                                          | Бокс                            | Вагова категорія до 69 кг        | 10 серпня                        |
| Бронза | Олександр Гвоздик                                                       | Бокс                            | Вагова категорія до 81 кг        | 10 серпня                        |
| Бронза | Юлія Паратова                                                           | Важка атлетика                  | Вагова категорія до 53 кг        | 29 липня 2012/ 10 листопада 2016 |
| Бронза | Логвиненко Аліна Пигида Наталя Земляк Ольга Ярощук Ганна                | Легка атлетика                  | Естафета 4 × 400 м               | 11 серпня 2012/ 27 січня 2017    |

### 2014
- Золото: Юлія Джіма, Олена Підгрушна, Валя Семеренко, Віта Семеренко
- Бронза: Віта Семеренко

### 2016
| Медаль | Спортсмен                                                 | Вид спорту                      | Дисципліна                  | Дата      |
| ------ | --------------------------------------------------------- | ------------------------------- | --------------------------- | --------- |
| Золото | Олег Верняєв                                              | Спортивна гімнастика            | Паралельні бруси            | 16 серпня |
| Золото | Юрій Чебан                                                | Веслування на байдарках і каное | Каное-одиночки, 200 метрів  | 18 серпня |
| Срібло | Сергій Куліш                                              | Стрільба                        | Пневматична гвинтівка, 10 м | 8 серпня  |
| Срібло | Олег Верняєв                                              | Спортивна гімнастика            | Абсолютна першість          | 10 серпня |
| Срібло | Аліна Комащук Олена Кравацька Олена Вороніна Ольга Харлан | Фехтування                      | Командна шабля              | 13 серпня |
| Срібло | Жан Беленюк                                               | Греко-римська боротьба          | До 85 кг                    | 15 серпня |
| Срібло | Павло Тимощенко                                           | Сучасне п'ятиборство            | Індивідуальне змагання      | 20 серпня |
| Бронза | Ольга Харлан                                              | Фехтування                      | Індивідуальна шабля         | 8 серпня  |
| Бронза | Богдан Бондаренко                                         | Легка атлетика                  | Стрибки у висоту            | 16 серпня |
| Бронза | Тарас Міщук Дмитро Янчук                                  | Веслування на байдарках і каное | Каное-двійки, 1000 метрів   | 20 серпня |
| Бронза | Ганна Різатдінова                                         | Художня гімнастика              | Індивідуальне багатоборство | 20 серпня |

### 2018
- Золото: Олександр Абраменко

### 2020
| Медаль | Спортсмен | Вид спорту                      | Дисципліна                               | Дата     |
| ------ | --- | ------------------------------- | ---------------------------------------- | -------- |
| Золото | Жан Беленюк | Греко-римська боротьба          | до 87 кг                                 | 4 серпня |
| Срібло | Михайло Романчук | Плавання                        | 1500 метрів вільним стилем               | 1 серпня |
| Срібло | Парвіз Насібов | Греко-римська боротьба          | до 67 кг                                 | 4 серпня |
| Срібло | Анжеліка Терлюга | Карате                          | до 55 кг                                 | 5 серпня |
| Срібло | Людмила Лузан Анастасія Четверікова                                                                                                  | Веслування на байдарках і каное | каное-двійки, 500 метрів                 | 7 серпня |
| Срібло | Олександр Хижняк | Бокс                            | до 75 кг                                 | 7 серпня |
| Срібло | Олена Старікова | Велоспорт                       | спринт                                   | 8 серпня |
| Бронза | Дар'я Білодід | Дзюдо                           | до 48 кг                                 | 24 липня |
| Бронза | Ігор Рейзлін | Фехтування                      | індивідуальна шпага                      | 25 липня |
| Бронза | Олег Омельчук Олена Костевич | Стрільба                        | пневматичний пістолет, 10 метрів (мікст) | 27 липня |
| Бронза | Михайло Романчук | Плавання                        | 800 метрів вільним стилем                | 29 липня |
| Бронза | Еліна Світоліна | Теніс                           | одиночний розряд                         | 31 липня |
| Бронза | Алла Черкасова | Вільна боротьба                 | до 68 кг                                 | 3 серпня |
| Бронза | Анастасія Савчук Марта Фєдіна | Синхронне плавання              | дуети                                    | 4 серпня |
| Бронза | Ірина Коляденко | Вільна боротьба                 | до 62 кг                                 | 4 серпня |
| Бронза | Людмила Лузан | Веслування на байдарках і каное | каное-одиночки, 200 метрів               | 5 серпня |
| Бронза | Станіслав Горуна | Карате                          | до 75 кг                                 | 6 серпня |
| Бронза | Анастасія Савчук Марта Фєдіна Єлизавета Яхно Владислава Алексіїва Марина Алексіїва Ксенія Сидоренко Катерина Резнік Аліна Шинкаренко | Синхронне плавання              | групи                                    | 7 серпня |
| Бронза | Ярослава Магучіх | Легка атлетика                  | стрибки у висоту                         | 7 серпня |

### 2022
- Срібло: Олександр Абраменко

### 2024
| Медаль | Спортсмен                                                 | Вид спорту                      | Дисципліна                       | Дата      |
| ------ | --------------------------------------------------------- | ------------------------------- | -------------------------------- | --------- |
| Золото | Ольга Харлан Аліна Комащук Олена Кравацька Юлія Бакастова | Фехтування                      | командна шабля                   | 3 серпня  |
| Золото | Ярослава Магучіх                                          | Легка атлетика                  | стрибки у висоту                 | 4 серпня  |
| Золото | Олександр Хижняк                                          | Бокс                            | до 80 кг                         | 7 серпня  |
| Срібло | Сергій Куліш                                              | Стрільба                        | гвинтівка з трьох положень, 50 м | 1 серпня  |
| Срібло | Ілля Ковтун                                               | Спортивна гімнастика            | паралельні бруси                 | 5 серпня  |
| Срібло | Парвіз Насібов                                            | Боротьба                        | греко-римська боротьба, до 67 кг | 8 серпня  |
| Срібло | Людмила Лузан Анастасія Рибачок                           | Веслування на байдарках і каное | каное-двійки, 500 метрів         | 9 серпня  |
| Срібло | Ірина Коляденко                                           | Боротьба                        | жіноча боротьба, до 62 кг        | 10 серпня |
| Бронза | Ольга Харлан                                              | Фехтування                      | індивідуальна шабля              | 29 липня  |
| Бронза | Ірина Геращенко                                           | Легка атлетика                  | стрибки у висоту                 | 4 серпня  |
| Бронза | Михайло Кохан                                             | Легка атлетика                  | метання молота                   | 4 серпня  |
| Бронза | Жан Беленюк                                               | Боротьба                        | греко-римська боротьба, до 87 кг | 8 серпня  |